# Erymanthisch zwijn

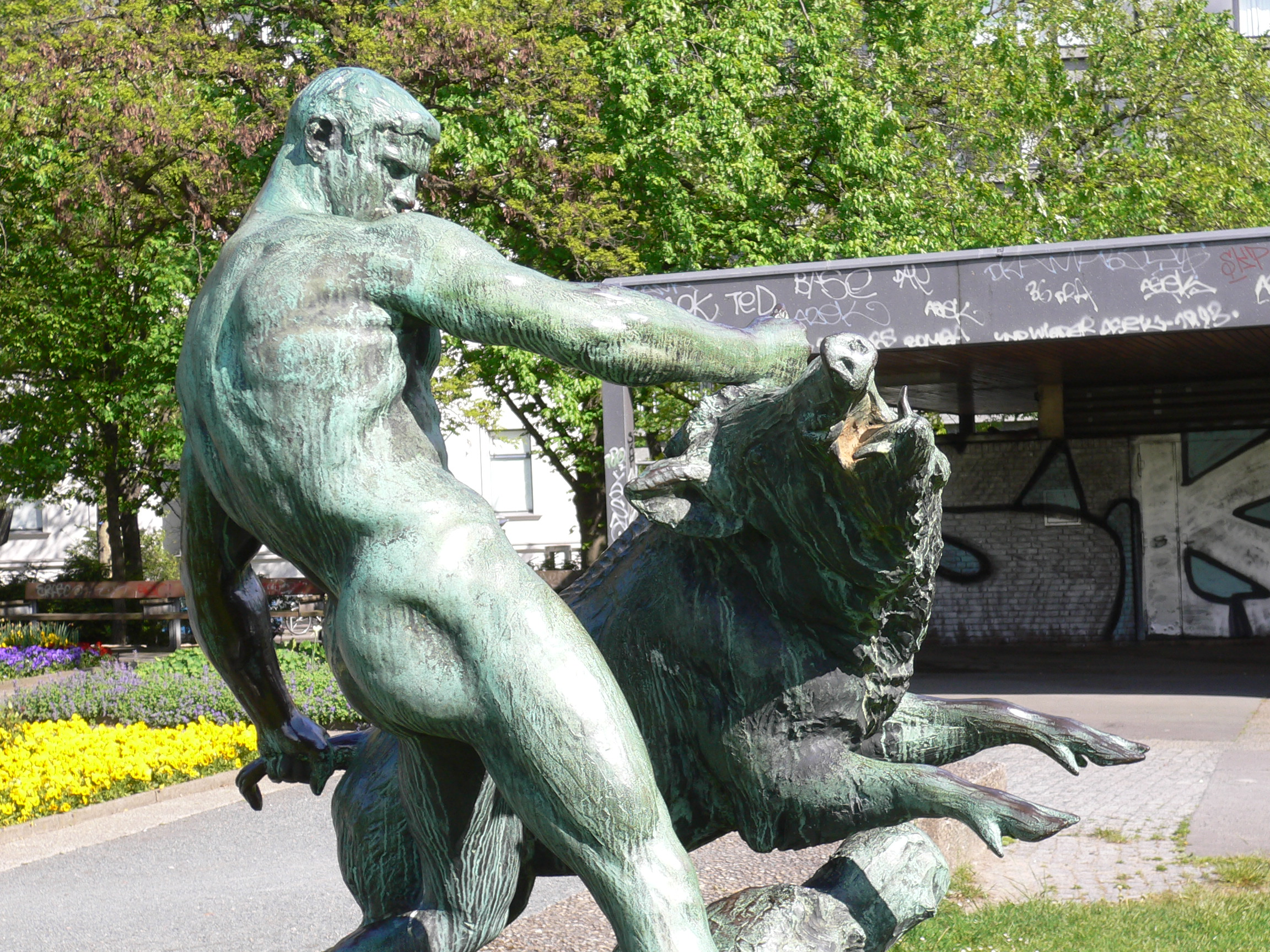
"Herakles en het Erymanthische zwijn", Lützowplein, Berlijn.

Het Erymanthische zwijn is een mythologisch wild zwijn dat Herakles moest vangen in opdracht van koning Eurystheus. Het behoorde tot Herakles' twaalf werken.
Het zwijn maakte het gebied rondom de berg Erymanthos onveilig, en moest door Herakles levend naar Mycene gebracht worden. Herakles droeg het dier naar de koning, maar deze was er zo voor bevreesd dat hij zich verschool in een koperen vat.
Nemeïsche leeuw · 
Hydra van Lerna · 
Hinde van Keryneia · 
Erymanthisch zwijn · 
Stallen van Augias · 
Stymphalische vogels · 
Stier van Kreta · 
Vleesetende paarden van Diomedes · 
Gordel van Hippolyte · 
Kudde van Geryones · 
Gouden appels van de Hesperiden · 
Kerberos